# Coppa dei Campioni 1973-1974 (pallamano maschile)
La Coppa dei Campioni 1973-1974 è stata la 14ª edizione della massima competizione europea di pallamano riservata alle squadre di club. Il torneo ha avuto inizio il 15 settembre 1973 e si è concluso il 21 aprile 1974. Il titolo è stato conquistato dai tedeschi del Gummersbach per la quarta volta nella loro storia, sconfiggendo in finale i campioni in carica, i sovietici del MAI Mosca.

## Risultati

### Primo turno
| Squadra 1        | Totale  | Squadra 2               | Andata  | Ritorno |
| ---------------- | ------- | ----------------------- | ------- | ------- |
| Avanti Lebbeke   | 25 - 32 | Sporting CP             | 16 - 16 | 9 - 16  |
| Barcellona       | 61 - 39 | Hapoel Herzliya         | 32 - 16 | 29 - 23 |
| Borac Banja Luka | 36 - 29 | Stadion                 | 20 - 10 | 16 - 19 |
| Dudelange        | 29 - 32 | Digione                 | 18 - 17 | 11 - 15 |
| Oppsal           | 39 - 26 | Kyndil Torshavn         | 18 - 14 | 21 - 12 |
| Sittardia        | 29 - 35 | Stella Rossa Bratislava | 18 - 16 | 11 - 19 |
| Śląsk Wrocław    | 32 - 33 | Lokomotiv Sofia         | 23 - 15 | 9 - 18  |
| Valur            | 18 - 27 | Gummersbach             | 10 - 11 | 8 - 16  |

### Ottavi di finale
| Squadra 1        | Totale  | Squadra 2               | Andata  | Ritorno |
| ---------------- | ------- | ----------------------- | ------- | ------- |
| Borac Banja Luka | 49 - 42 | Saab                    | 26 - 16 | 23 - 26 |
| Barcellona       | 37 - 50 | Gummersbach             | 22 - 30 | 15 - 20 |
| Empor Rostock    | 33 - 35 | CSKA Mosca              | 18 - 16 | 15 - 19 |
| IFK Helsinki     | 38 - 55 | Honvéd                  | 17 - 23 | 21 - 32 |
| Krems            | 30 - 41 | Digione                 | 18 - 17 | 12 - 24 |
| MAI Mosca        | 48 - 42 | Lokomotiv Sofia         | 28 - 21 | 20 - 21 |
| Oppsal           | 30 - 24 | St. Otmar San Gallo     | 18 - 10 | 12 - 14 |
| Sporting CP      | 29 - 48 | Stella Rossa Bratislava | 14 - 31 | 15 - 17 |

### Quarti di finale
| Squadra 1               | Totale  | Squadra 2        | Andata  | Ritorno |
| ----------------------- | ------- | ---------------- | ------- | ------- |
| Gummersbach             | 40 - 33 | CSKA Mosca       | 22 - 14 | 18 - 19 |
| Honvéd                  | 41 - 48 | MAI Mosca        | 22 - 22 | 19 - 26 |
| Oppsal                  | 35 - 29 | Digione          | 19 - 15 | 16 - 14 |
| Stella Rossa Bratislava | 37 - 31 | Borac Banja Luka | 20 - 16 | 17 - 15 |

### Semifinali
| Squadra 1               | Totale  | Squadra 2   | Andata  | Ritorno |
| ----------------------- | ------- | ----------- | ------- | ------- |
| Oppsal                  | 26 - 32 | MAI Mosca   | 13 - 10 | 13 - 22 |
| Stella Rossa Bratislava | 25 - 31 | Gummersbach | 15 - 16 | 10 - 15 |

### Finale
| Dortmund 21 aprile 1974 | Gummersbach | 19 – 17 | MAI Mosca |  |